# Shmuplations
Shmuplations est un site web américain spécialisé dans le jeu vidéo, lancé en 2013 par Alex Highsmith. Il se spécialise dans la conservation du patrimoine vidéoludique, et dans la traduction d'interviews de développeurs japonais, permettant un nouveau regard sur la conception de plusieurs jeux méconnus.

## Historique et contenu
Shmuplations est lancé en 2013 par Alex Highsmith, un américain passionné de jeux vidéos et la culture japonaise. Sur son temps libre, il débute la traduction d'entretiens de développeurs de jeux japonais méconnus, en particuliers des shoot 'em up, jeux de tir frénétiques dont Highsmith raffole. S'il débute par publier ses traductions sur un forum, il crée un site internet peu de temps après pour archiver ses textes, créant ainsi Shmuplations, et s'ouvrant à d'autres types de jeu.
En cinq ans d'existence, Shmuplations rassemble plus de 250 interviews de développeurs japonais, pour la plupart inconnus en Occident et sur des jeux antérieurs aux années 2000.
Pendant l'année 2017, à la suite d'une dépression de la part d'Highsmith, le site ne propose aucun contenu.

## Modèle économique
Shmuplations a recours au modèle du financement participatif, Highsmith recevant un montant par traduction postée sur son site.

## Importance
Pour Frank Cifaldi, fondateur et dirigeant de The Video Game History Foundation, le travail de Highsmith est « comme l’un des plus importants en matière de préservation historique ». Similairement, Jeremy Parish, ancien rédacteur en chef du site spécialisé USGamer, estime que le travail d'Highsmith est « une énorme ressource pour [son] écriture ». De nombreux médias, spécialisés ou non, renvoient régulièrement vers les traductions de Shmuplations.